# Spilogona aterrima
Spilogona aterrima este o specie de muște din genul Spilogona, familia Muscidae. A fost descrisă pentru prima dată de Stein în anul 1904. Conform Catalogue of Life specia Spilogona aterrima nu are subspecii cunoscute.